# 2MASS J00412179+3547133
| 2MASS J00412179+3547133                                 | 2MASS J00412179+3547133 |
| ------------------------------------------------------- | ----------------------- |
| Beobachtungsdaten Äquinoktium: J2000.0, Epoche: J2000.0 |                         |
| Sternbild                                               | Andromeda               |
| Rektaszension                                           | 00h 41m 21,8s           |
| Deklination                                             | +35° 47′ 13.3″          |
| Eigenbewegung                                           |                         |
| Rek.-Anteil:                                            | (−102 ± 17) mas/a       |
| Dekl.-Anteil:                                           | (−17 ± 13) mas/a        |

2MASS J00412179+3547133 ist möglicherweise ein früher L-Unterzwerg im Sternbild Andromeda. Er wurde 2004 von Adam J. Burgasser et al. entdeckt.
Seine Position verschiebt sich aufgrund seiner Eigenbewegung jährlich um etwa 0,1 Bogensekunden.